# Alexander Bittner
Alexander Bittner (Frýdlant, 16 marzo 1850 – Vienna, 31 marzo 1902) è stato un paleontologo e geologo austriaco.

## Biografia
Alexander Bittner figlio di un commerciante, frequentò il liceo a Jičín a Praga. Il suo prozio paterno era l'astronomo praghese Adam Bittner. 
Dopo aver studiato all'Università di Vienna, fu assistente di Eduard Suess dal 1873, dove intraprese anche viaggi di ricerca geologica in Italia e Grecia. Nel 1881 Bittner conseguì il dottorato presso l'Università di Vienna. Fu attivo dal 1877, direttore dell'Istituto geologico imperiale di Vienna. I suoi successi risiedono nel suo lavoro sulla geologia e paleontologia alpina.
Fu anche un ottimo disegnatore e produsse numerosi schizzi dettagliati dei danni agli edifici dopo il terremoto che colpì il nord Italia e in particolare la città di Belluno nel 1873 pubblicati in: “Beiträge zur Kenntniss des Erdbebens von Belluno vom Juni 1873” (Contributi alla conoscenza del terremoto di Belluno del 29 giugno 1873). Bittner si interessò in particolar modo allo studio dei brachiopodi fossili (crostacei) nel vicentino e nelle alpi orientali. Egli non solo descrisse specie presenti in letteratura ma ne creò di nuove dando così un importante contributo allo studio e all'evoluzione dei crostacei fossili. Bittner, che soffriva di asma, rimase celibe. Morì di paralisi polmonare il 31 marzo 1902. Fu sepolto nel cimitero centrale di Vienna (Gruppo 27 B, Riga 2, Tomba 63). La tomba, caduta in rovina da molto tempo, fu riparata nel 1984 dalla città di Vienna su suggerimento del professor Richard Lein dell'Università di Vienna, Dipartimento di Geodinamica e Sedimentologia.

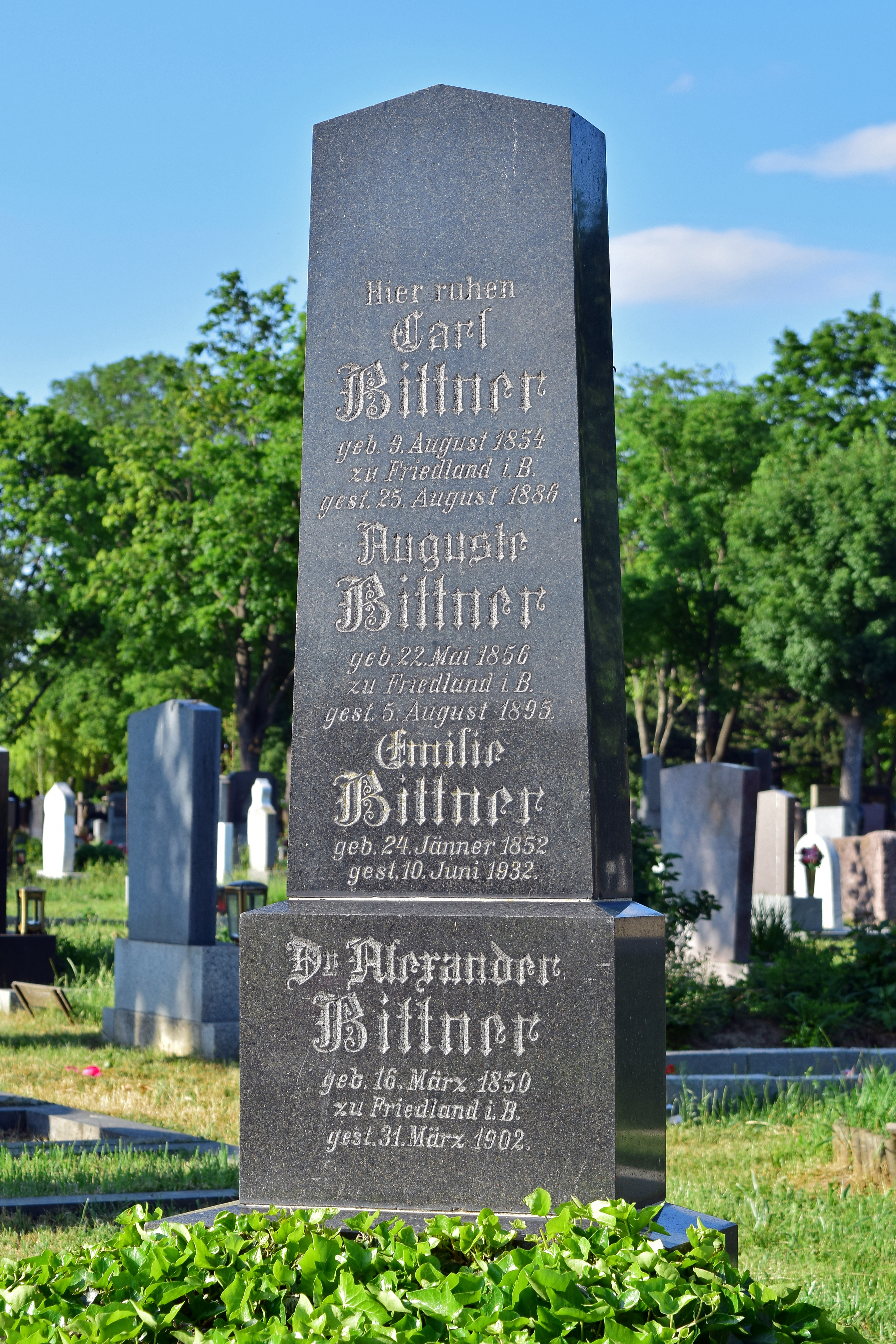
Tomba dove fu sepolto

### Carriera
La sua carriera professionale fu sempre influenzata dalla disputa con Edmund von Mojsisovics, con il quale effettuò numerose registrazioni, sulla struttura del Triassico alpino. Un manoscritto non più pubblicato suggerisce inoltre che potrebbe trattarsi anche di un conflitto personale e non solo a livello puramente fattuale.

## Opere
- Beobachtungen am Vesuv. Verhandlungen der Geologischen Bundesanstalt 1874, S. 287–288.
- Die Brachyuren des Vicentinischen Tertiärgebirges. Denkschr. Akad. Wiss. Wien 34 2, S. 63–106, 1875.
- mit Theodor Fuchs: Die Pliocänbildung von Syrakus und Lentini. Sitzungsberichte der Akademie der Wissenschaften mathematisch-naturwissenschaftliche Klasse 71, S. 179–188, 1875.
- mit Melchior Neumayr, Friedrich Teller: Geologische Arbeiten im Oriente. Verhandlungen der Geologischen Bundesanstalt 1876, S. 219–227.
- Über Phymatocarcinus speciosus Reuss. Sitzungsberichte der Akademie der Wissenschaften mathematisch-naturwissenschaftliche Klasse 75, S. 335–347, 1877.
- Das Alpengebiet zwischen Vicenza und Verona. Verhandlungen der Geologischen Bundesanstalt 1877, S. 226–231.
- Die Tertiär-Bildungen von Bassano und Schio. Verhandlungen der Geologischen Bundesanstalt 1877, S. 207–210.
- Conularia in der Trias. Verhandlungen der Geologischen Bundesanstalt 1878, S. 281–282.
- Das Tertiär von Marostica. Verhandlungen der Geologischen Bundesanstalt 1878, S. 127–130.
- Der geologische Bau des südlichen Baldo-Gebirges. Verhandlungen der Geologischen Bundesanstalt 1878, S. 396–402.
- Ueber den Kalkstein der Hohen Wand. Verhandlungen der Geologischen Bundesanstalt 1878, S. 224–225.
- Vorkommen von Hallstätter Petrefakten im Piestinger Thale und an der Hohen Wand bei Wiener Neustadt. Verhandlungen der Geologischen Bundesanstalt 1878, S. 153–158.
- Vorlage der Karte der Tredici Communi. Verhandlungen der Geologischen Bundesanstalt 1878, S. 58–63.
- Aus der Herzegowina. Verhandlungen der Geologischen Bundesanstalt 1879, S. 287–293.
- Reisebericht aus der Herzegowina. Verhandlungen der Geologischen Bundesanstalt 1879, S. 310–312.
- Route Sarajevo - Mostar. Verhandlungen der Geologischen Bundesanstalt 1879, S. 257–260.
- Trias von Recoaro. Verhandlungen der Geologischen Bundesanstalt 1879, S. 71–78.
- Vorlage der geologischen Uebersichtskarte der Hercegovina und der südlichsten Theile von Bosnien. Verhandlungen der Geologischen Bundesanstalt 1879, S. 351–352.
- Der geologische Bau von Attika, Boeotien, Lokris und Parnassis. Denkschr. Akad. Wiss. Wien 40_1, 1880, S. 1–74.
- mit Melchior Neumayr: Überblick über die geologischen Verhältnisse eines Theiles der ägäischen Küstenländer. Denkschr. Akad. Wiss. Wien 40_1, 1880, S. 379–415.
- Die Hercegovina und die südöstlichsten Theile von Bosnien. Jahrbuch der Kaiserlich-Königlichen Geologischen Reichsanstalt 030, 1880, S. 353–438.
- mit Johann August Edmund, Mojsisovics von Mojsvar, Emil Tietze: Grundlinien der Geologie von Bosnien-Hercegovina. Jahrbuch der Kaiserlich-Königlichen Geologischen Reichsanstalt 030, 1880, S. 159–166.
- Die Sedimentgebilde in Judicarien. Verhandlungen der Geologischen Bundesanstalt 1880, S. 233–238.
- Ueber die geologischen Aufnahmen in Judicarien und Yal Sabbia. Jahrbuch der Kaiserlich-Königlichen Geologischen Reichsanstalt 031, 1881, S. 219–370.
- Bemerkungen zu voranstehender Mittheilung. Verhandlungen der Geologischen Bundesanstalt 1881, S. 27–28.
- Bericht über die Aufnahmen in der Gegend von Brescia. Verhandlungen der Geologischen Bundesanstalt 1881, S. 269–273.
- Mittheilungen aus dem Aufnahmsterrain. Verhandlungen der Geologischen Bundesanstalt 1881, S. 52–54.
- Ueber die Triasbildungen von Recoaro. Verhandlungen der Geologischen Bundesanstalt 1881, S. 273–275.
- Beiträge zur Kenntniss der Echinidenfauna des Alttertiärs von Vicenza und Verona. Beiträge zur Paläontologie und Geologie Österreich-Ungarns und des Orients 001, 1882, S. 73–110.
- Aus dem Halleiner Gebirge. Verhandlungen der Geologischen Bundesanstalt 1882, S. 235–240.
- Mittheilungen über das Alttertiär der Colli Berici. Verhandlungen der Geologischen Bundesanstalt 1882, S. 82–94.
- Neue Petrefactenfundorte im Lias und in der Trias der Salzburger Alpen. Verhandlungen der Geologischen Bundesanstalt 1882, S. 317–319.
- Neue Beiträge zur Kenntniss der Brachyuren-Fauna des Alttertiärs von Vicenza und Verona. Denkschriften der Akademie der Wissenschaften 46_2, Wien 1883, S. 299–316.
- Bericht über die geologischen Aufnahmen im Triasgebiete von Recoaro. Jahrbuch der Kaiserlich-Königlichen Geologischen Reichsanstalt 033, 1883, S. 561–634.
- Nachträge zum Berichte über die geologischen Aufnahmen in Judicarien und Val Sabbia. Jahrbuch der Kaiserlich-Königlichen Geologischen Reichsanstalt 033, 1883, S. 405–442.
- Ueber den Charakter der sarmatischen Fauna des Wiener Beckens. Jahrbuch der Kaiserlich-Königlichen Geologischen Reichsanstalt 033, 1883, S. 131–150.
- Micropsis Veronensis, ein neuer Echinide des oberitalienischen Eocaens. Sitzungsberichte der Akademie der Wissenschaften mathematisch-naturwissenschaftliche Klasse 88, 1883, S. 444–449.
- Der Untersberg und die nächste Umgebung von Golling. Verhandlungen der Geologischen Bundesanstalt 1883, S. 200–204.
- Einsendungen von eocänen und neogenen Petrefacten aus der Hercegowina durch Hauptmann Baron v. Löffelholz. Verhandlungen der Geologischen Bundesanstalt 1883, S. 134–136.
- Eine triadische Conularia. Verhandlungen der Kaiserlich-Königlichen Geologischen Reichsanstalt Wien, Jg. 1890, (9), Wien 1890, S. 177–178.
- Brachiopoden der alpinen Trias. Abhandlungen der kaiserlich-königlichen geologischen Reichsanstalt, Band XIV, 41 Taf., Alfred Hölder, Wien 1890, S. 1–325.
- Brachiopoden der alpinen Trias, Nachtrag I. Abhandlungen der kaiserlich-königlichen geologischen Reichsanstalt, Band XVII, Heft 2, 4 Taf., Verlag der k. k. Geologischen Reichsanstalt, Wien 1892, S. 1–40.
- Neue Arten aus der Trias von Balia in Kleinasien. Jahrbuch der kaiserlich-königlichen geologischen Reichsanstalt, Band XLIII, 1892, Heft 1, Verlag der k. k. Geologischen Reichsanstalt, Wien 1893.
- Was ist norisch? Jahrbuch der kaiserlich-königlichen geologischen Reichsanstalt, Band XLIII, 1892, Heft 3, Verlag der k. k. Geologischen Reichsanstalt, Wien 1893, S. 387–396.
- Zur neueren Literatur der alpinen Trias. Jahrbuch der kaiserlich-königlichen geologischen Reichsanstalt, Band XLIV, 1894, Heft 2, Verlag der k. k. Geologischen Reichsanstalt, in Comission bei R. Lechner (W. Müller), Wien 1894, S. 233–379.
- Ueber die Gattung Rhynchonellina Gemm. Jahrbuch der kaiserlich-königlichen geologischen Reichsanstalt, Band XLIV, 1894, Heft 3–4, Verlag der k. k. Geologischen Reichsanstalt, in Comission bei R. Lechner (W. Müller), Wien 1894, S. 547–572, Tafel VIII–IX.
- Brachiopoden aus der Trias von Lagonegro in Unteritalien. Jahrbuch der kaiserlich-königlichen geologischen Reichsanstalt, Band XLIV, 1894, Heft 3–4, Verlag der k. k. Geologischen Reichsanstalt, in Comission bei R. Lechner (W. Müller), Wien 1894, S. 583–588.
- Lamellibranchiaten der alpinen Trias, I. Theil: Revision der Lamellibranchiaten von Sct. Cassian. Abhandlungen der kaiserlich-königlichen geologischen Reichsanstalt, Band XVIII, Heft 1, 24 Taf., Verlag der k. k. Geologischen Reichsanstalt, in Comission bei R. Lechner (W. Müller), Wien 1895, S. 115–128.
- Zur definitiven Feststellung des Begriffes "norisch" in der alpinen Trias. Im Selbstverlage des Verfassers, Gesellschafts-Buchdruckerei Brüder Hollinck, Wien 1895.
- Neue Brachiopoden und eine neue Halobia der Trias von Balia in Kleinasien. Jahrbuch der kaiserlich-königlichen geologischen Reichsanstalt, Band XLV, 1895, Heft 2–3, Verlag der k. k. Geologischen Reichsanstalt, in Comission bei R. Lechner (W. Müller), Wien 1896, S. 249–254, Tafel XI.
- Rhynchonellina Geyeri, ein neuer Brachiopode aus den Gailthaler Alpen. Jahrbuch der kaiserlich-königlichen geologischen Reichsanstalt, Band XLVII, 1897, Heft 2, Verlag der k. k. Geologischen Reichsanstalt, in Comission bei R. Lechner (W. Müller), Wien 1897, S. 387–392, Tafel XI–XII.
- Ueber die stratigraphische Stellung des Lunzer Sandsteins in der Triasformation. Jahrbuch der kaiserlich-königlichen geologischen Reichsanstalt, Band XLVII, 1897, Heft 3–4, Verlag der k. k. Geologischen Reichsanstalt, in Comission bei R. Lechner (W. Müller), Wien 1898, S. 429–454.
- Entgegnung auf die Schrift der fünfunddreissig wirklichen Mitglieder der kais. Akademie der Wissenschaften in der Angelegenheit des Herrn E. v. Mojsisovics. Verlag von Dr. A. Bittner, Gesellschafts-Buchdruckerei, Wien 1898.
- Eine Bemerkung zur Nomenclatur und Gliederung der alpinen Trias. Gesellschafts-Buchdruckerei, Brüder Hollinck, Wien 1899, 6 S.
- Ueber die triadische Lamellibranchiaten-Gattung Mysidioptera Sal. und deren Beziehungen zu palaeozoischen Gattungen. Jahrbuch der kaiserlich-königlichen geologischen Reichsanstalt, Band L 1900, Heft 1, Verlag der k. k. Geologischen Reichsanstalt, in Comission bei R. Lechner (W. Müller), Wien 1900, S. 59–66, Taf. VI.
- Ueber Pseudomonotis Telleri und verwandte Arten der unteren Trias. Jahrbuch der kaiserlich-königlichen geologischen Reichsanstalt, Band L 1900, Heft 4, Verlag der k. k. Geologischen Reichsanstalt, in Comission bei R. Lechner (W. Müller), Wien 1901, S. 559–592, Taf. XXII–XIV.
- Lamellibranchiaten aus der Trias von Hudiklanec nächst Loitsch in Krain. Jahrbuch der kaiserlich-königlichen geologischen Reichsanstalt, Band LI 1901, Heft 2, Verlag der k. k. Geologischen Reichsanstalt, in Comission bei R. Lechner (W. Müller), Wien 1902, S. 225–234, Taf. VII.
- Brachiopoden und Lamellibranchiaten aus der Trias von Bosnien, Dalmatien und Venetien. Jahrbuch der kaiserlich-königlichen geologischen Reichsanstalt, Band LII 1902, Heft 3–4, Verlag der k. k. Geologischen Reichsanstalt, in Comission bei R. Lechner (W. Müller), Wien 1903, S. 495–642, Taf. XVIII–XXVII.